# Campeonato Mundial de Halterofilismo de 2018 - Até 49 kg feminino
A categoria até 49 kg feminino foi um evento do Campeonato Mundial de Halterofilismo de 2018, disputado na Arena de Halterofilismo de Asgabade, em Asgabade, no Turquemenistão, entre 2 e 3 de novembro de 2018. 

## Calendário
Horário local (UTC+5)
| Dia           | Horário | Fase    |
| ------------- | ------- | ------- |
| 2 de novembro | 10:00   | Grupo C |
| 2 de novembro | 12:00   | Grupo B |
| 3 de novembro | 14:25   | Grupo A |

## Medalhistas
| Evento    | Ouro             | Ouro   | Prata              | Prata  | Bronze              | Bronze |
| --------- | ---------------- | ------ | ------------------ | ------ | ------------------- | ------ |
| Arranque  | Hou Zhihui (CHN) | 93 kg  | Jiang Huihua (CHN) | 92 kg  | Beatriz Pirón (DOM) | 84 kg  |
| Arremesso | Hou Zhihui (CHN) | 115 kg | Jiang Huihua (CHN) | 114 kg | Elena Andrieș (ROU) | 105 kg |
| Total     | Hou Zhihui (CHN) | 208 kg | Jiang Huihua (CHN) | 206 kg | Elena Andrieș (ROU) | 188 kg |

## Recordes
Antes desta competição, o recorde mundial da prova era o seguinte:
| Recorde         | Tipo      | Atleta         | Peso   | Local | Data                  |
| Recorde Mundial | Arranque  | Padrão mundial | 90 kg  |       | 1 de novembro de 2018 |
| Recorde Mundial | Arremesso | Padrão mundial | 115 kg |       | 1 de novembro de 2018 |
| Recorde Mundial | Total     | Padrão mundial | 203 kg |       | 1 de novembro de 2018 |

Os seguintes novos recordes foram estabelecidos durante esta competição.
| Arranque  | 92 kg  | Jiang Huihua (CHN)                      | Recorde mundial                   |
| Arranque  | 93 kg  | Sopita Tanasan (THA) · Hou Zhihui (CHN) | Recorde mundial · Recorde mundial |
| Arremesso | 120 kg | Chayuttra Pramongkhol (THA)             | Recorde mundial                   |
| Total     | 205 kg | Hou Zhihui (CHN)                        | Recorde mundial                   |
| Total     | 206 kg | Jiang Huihua (CHN)                      | Recorde mundial                   |
| Total     | 208 kg | Hou Zhihui (CHN)                        | Recorde mundial                   |
| Total     | 209 kg | Chayuttra Pramongkhol (THA)             | Recorde mundial                   |

## Resultado
Os resultados foram os seguintes. 
| Pos.              | Atleta                        | Grupo | Arranque (kg) | Arranque (kg) | Arranque (kg) | Arranque (kg)     | Arremesso (kg) | Arremesso (kg) | Arremesso (kg) | Arremesso (kg)    | Total |
| Pos.              | Atleta                        | Grupo | 1             | 2             | 3             | Resultado         | 1              | 2              | 3              | Resultado         | Total |
| ----------------- | ----------------------------- | ----- | ------------- | ------------- | ------------- | ----------------- | -------------- | -------------- | -------------- | ----------------- | ----- |
| Medalha de ouro   | Hou Zhihui (CHN)              | A     | 88            | 92            | 93            | Medalha de ouro   | 108            | 112            | 115            | Medalha de ouro   | 208   |
| Medalha de prata  | Jiang Huihua (CHN)            | A     | 87            | 90            | 92            | Medalha de prata  | 108            | 108            | 114            | Medalha de prata  | 206   |
| Medalha de bronze | Elena Andrieș (ROU)           | A     | 83            | 83            | 85            | 7                 | 100            | 105            | 105            | Medalha de bronze | 188   |
| 4                 | Beatriz Pirón (DOM)           | A     | 81            | 84            | 84            | Medalha de bronze | 100            | 103            | 105            | 5                 | 187   |
| 5                 | Sri Wahyuni Agustiani (INA)   | A     | 82            | 85            | 85            | 8                 | 104            | 104            | 108            | 4                 | 186   |
| 6                 | Vương Thị Huyền (VIE)         | A     | 83            | 85            | 85            | 6                 | 100            | 100            | 100            | 9                 | 183   |
| 7                 | Hiromi Miyake (JPN)           | A     | 77            | 79            | 80            | 10                | 102            | 105            | 105            | 7                 | 181   |
| 8                 | Ana Segura (COL)              | B     | 78            | 81            | 83            | 5                 | 97             | 101            | 102            | 12                | 180   |
| 9                 | Şaziye Erdoğan (TUR)          | B     | 77            | 79            | 81            | 9                 | 97             | 99             | 100            | 11                | 178   |
| 10                | Alyssa Ritchey (USA)          | A     | 74            | 77            | 80            | 14                | 96             | 99             | 101            | 8                 | 178   |
| 11                | Kristina Sobol (RUS)          | B     | 77            | 80            | 83            | 4                 | 88             | 91             | 93             | 20                | 176   |
| 12                | Jhilli Dalabehera (IND)       | C     | 73            | 76            | 78            | 15                | 92             | 96             | 98             | 10                | 174   |
| 13                | Roilya Ranaivosoa (MRI)       | B     | 73            | 73            | 76            | 17                | 94             | 97             | 101            | 13                | 173   |
| 14                | Fang Wan-ling (TPE)           | B     | 72            | 75            | 78            | 12                | 90             | 94             | 98             | 15                | 172   |
| 15                | Anaïs Michel (FRA)            | B     | 76            | 76            | 78            | 13                | 94             | 94             | 97             | 16                | 172   |
| 16                | Ibuki Takahashi (JPN)         | B     | 73            | 76            | 78            | 16                | 96             | 96             | 100            | 14                | 172   |
| 17                | Andrea de la Herrán (MEX)     | B     | 76            | 78            | 81            | 11                | 93             | 96             | 96             | 18                | 171   |
| 18                | Socorro Villa (MEX)           | B     | 72            | 75            | 75            | 18                | 93             | 96             | 96             | 17                | 168   |
| 19                | Ko Bo-geum (KOR)              | C     | 66            | 70            | 73            | 19                | 85             | 90             | 93             | 21                | 163   |
| 20                | Yolanda Putri (INA)           | B     | 73            | 73            | 76            | 20                | 90             | 90             | 90             | 23                | 163   |
| 21                | Giorgia Russo (ITA)           | B     | 67            | 70            | 72            | 23                | 93             | 93             | 98             | 19                | 163   |
| 22                | Lely Burgos (PUR)             | C     | 70            | 70            | 73            | 22                | 88             | 88             | 91             | 24                | 158   |
| 23                | Augustina Nwaokolo (NGR)      | C     | 68            | 68            | 72            | 21                | 85             | 90             | 90             | 27                | 157   |
| 24                | Maria Pipiliaridou (GRE)      | C     | 67            | 70            | 70            | 24                | 87             | 87             | 90             | 22                | 157   |
| 25                | Kelly-Jo Robson (GBR)         | C     | 65            | 67            | 69            | 25                | 83             | 83             | 86             | 26                | 153   |
| 26                | Giulia Imperio (ITA)          | C     | 65            | 65            | 68            | 27                | 78             | 82             | 86             | 25                | 151   |
| 27                | Elien Perez (PHI)             | C     | 65            | 70            | 70            | 26                | 80             | 83             | 83             | 28                | 148   |
| —                 | Chuluunbaataryn Nyamzul (MGL) | C     | 63            | 66            | 66            | 28                | 81             | 81             | 81             | —                 | —     |
| —                 | Ri Song-gum (PRK)             | A     | 85            | 85            | 85            | —                 | 103            | 103            | —              | 6                 | —     |
| —                 | Santa Cotes (DOM)             | B     | 77            | 77            | 77            | —                 | 91             | 91             | 91             | —                 | —     |
| —                 | Luana Madeira (BRA)           | B     | 75            | 75            | 75            | —                 | 92             | 92             | 92             | —                 | —     |
| —                 | Amanda Braddock (CAN)         | C     | 74            | 74            | 74            | —                 | —              | —              | —              | —                 | —     |
| DSQ               | Chayuttra Pramongkhol (THA)   | A     | 84            | 86            | 89            | —                 | 115            | 120            | —              | —                 | —     |
| DSQ               | Sopita Tanasan (THA)          | A     | 86            | 89            | 93            | —                 | 102            | 108            | 109            | —                 | —     |